# Gare centrale de Leith
Leith Central Railway Station était une gare ferroviaire de Leith, à  Édimbourg en Écosse. Elle constituait le terminus d'une ligne secondaire du North British Railway en provenance de la gare d'Édimbourg Waverley. La gare a été construite en 1903 et comprenait un hangar à trains au-dessus des quais.

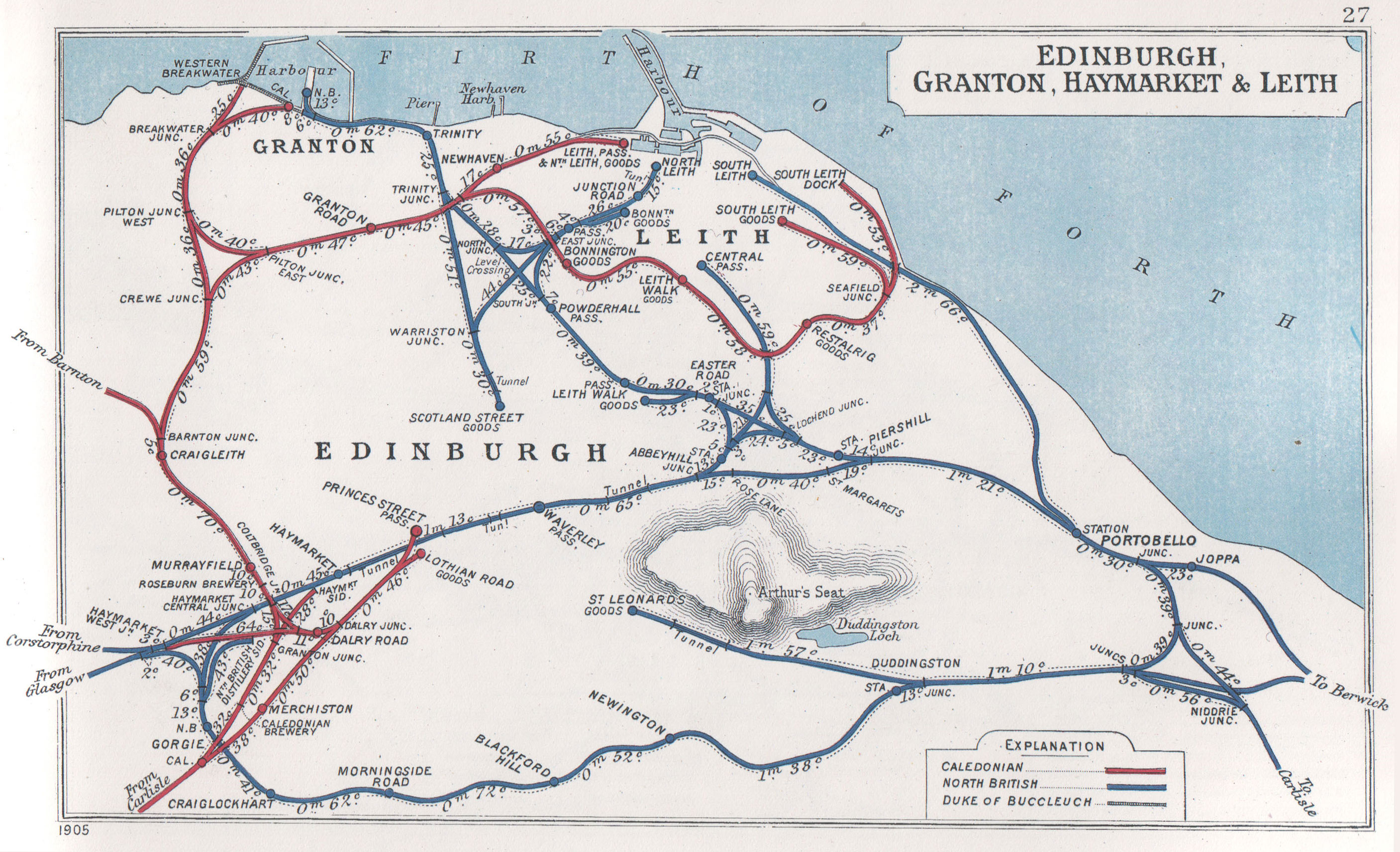
Carte montrant les chemins de fer d'Édimbourg en 1905. Leith Central est situé directement sous le nom de lieu « Leith ».

À la suite de l'annexion de Leith à la ville d'Édimbourg en 1920, les deux systèmes de tramway autrefois séparés ont été réunis. L'amélioration des services a créé une concurrence intense avec le chemin de fer, affectant la viabilité de la gare centrale de Leith.
Jusqu'en 1952, Leith Central proposait un service régulier de transport de passagers vers Édimbourg.

## Description
La caractéristique la plus frappante de la gare centrale de Leith était sa taille. La gare occupait un pâté de maisons entier à Leith Walk. Les quatre quais étaient positionnés au-dessus du niveau de la rue, les arrêts étant à l'extrémité ouest. En dessous se trouvaient une série de locaux commerciaux du côté de Leith Walk et de Duke Street, au pied de la promenade, notamment le Central Bar, qui existe toujours, avec ses décorations de céramiques et ses peintures murales.

## Réutilisation
Après sa fermeture aux passagers, la gare a été adaptée pour devenir un dépôt de locomotives pour les nouvelles rames automotrices diesel utilisées sur les services express (à partir de 1956) entre Édimbourg Waverley et Glasgow Queen Street. Il fut finalement fermé en 1972 et devint abandonné.
Dans les années 1980, la gare abandonnée était connue comme un refuge pour les toxicomanes, ce qui a inspiré une scène clé de Trainspotting d'Irvine Welsh. Le personnage de Begbie se trouve dans la gare à cette fin, lorsque, dans l'ombre, un clochard alcoolique se moque de lui en disant qu'il doit être là pour observer les trains. Begbie se rend compte que le clochard est son père. La scène n'a pas été incluse dans le film, mais dans sa suite.
Le grand hangar à trains a ensuite été démoli et il ne reste que le terminal et la tour de l'horloge.
Le site des quais de la gare abrite actuellement un centre de jeux pour enfants et un supermarché. Le bâtiment principal qui abritait les bureaux de la gare, la salle d'attente, l'horloge de la gare et les magasins au niveau de la rue se dressent toujours sur Leith Walk.